# NGC 420
NGC 420 (również PGC 4320 lub UGC 752) – galaktyka soczewkowata (S0), znajdująca się w gwiazdozbiorze Ryb. Odkrył ją William Herschel 12 września 1784 roku.